# São Gabriel da Cachoeira
São Gabriel da Cachoeira est une ville brésilienne, située sur les rives du Rio Negro, dans la région de Cabeça do Cachorro, dans l'État de l'Amazonas.
Sa population est de 39 130 habitants (2007) et sa superficie de 109 185 km2.
Cette region est une des plus pauvres de tout le Brésil.